# 歷史文件

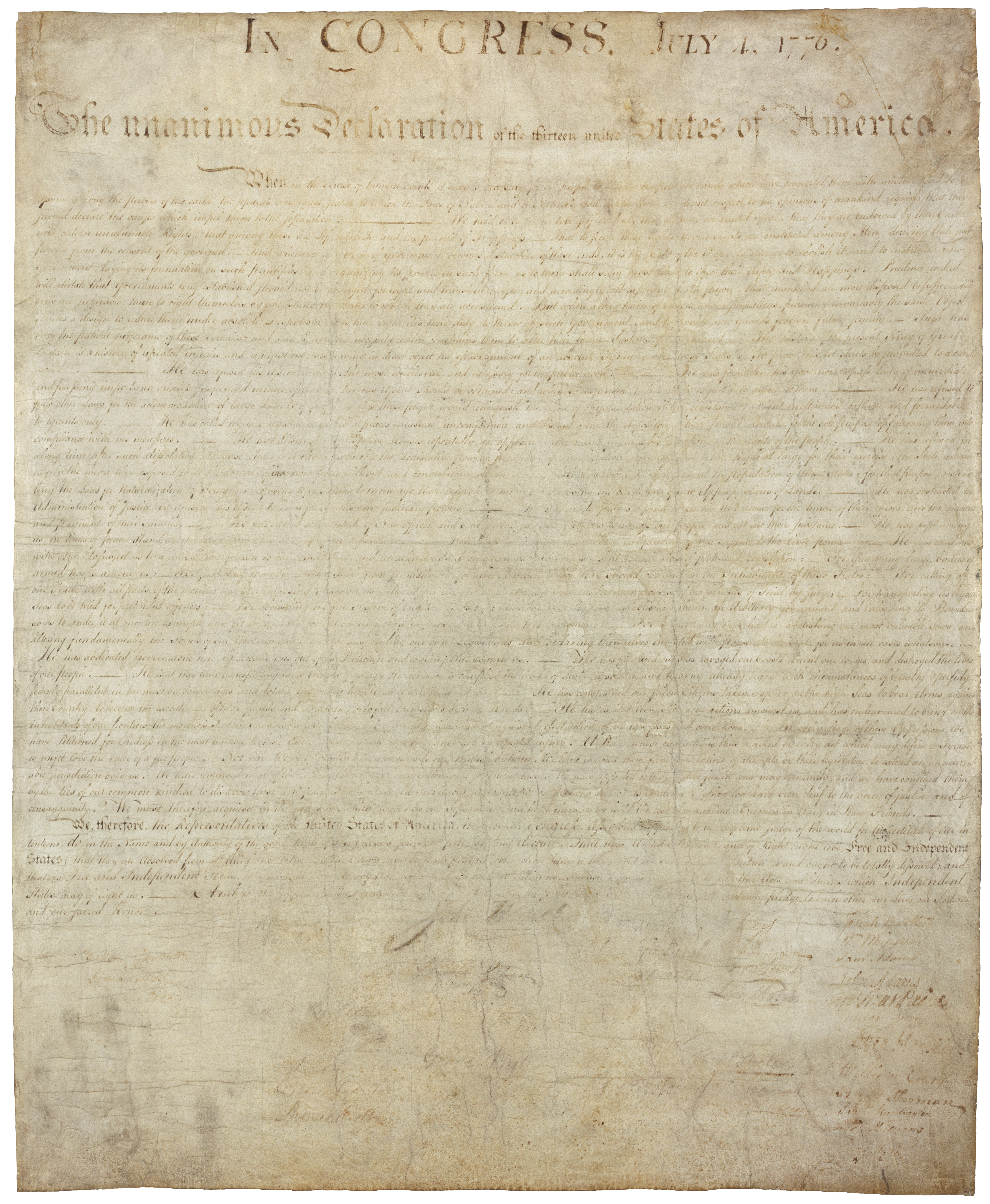
美國獨立宣言副本

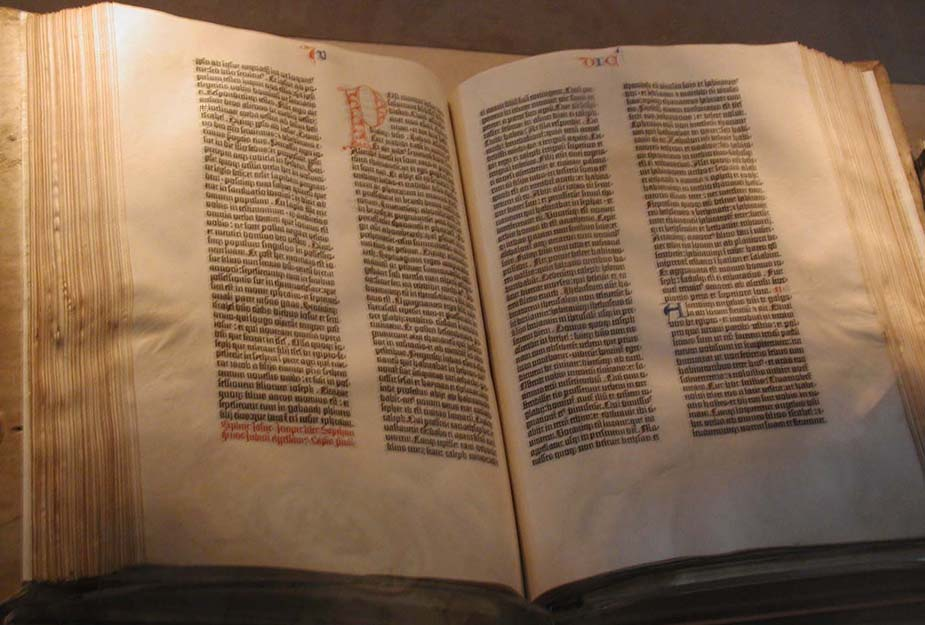
美国国会图书馆展出的1450年代印刷的古腾堡圣经

历史文献又稱歷史文件，是指含有关于某个人、某个地方或某个事件的重要历史訊息的原始文献，因此歷史文件可以作為原始资料以及一次文獻來研究歷史。
重要的历史文件可以是契约、法律、战斗經過（通常由當事方的胜利者書寫）。尽管这些文件具有历史意义，但它们并没有详细提及普通人的日常生活或社会运作的方式。人类学家、历史学家和考古学家通常对提到普通人的日常生活的文獻更感兴趣，例如他们吃什么、他们与其他家庭成员和社会群体的互动以及他们的心理状态。正是这些信息使他们能够能理解和盡可能地還原當時的社会生活百態。
現今产生的许多文件，如私人信件、图片、合同、报纸和医疗记录，在未来都会被视为有价值的历史文件。然而，其中大部分将在未来丢失，因为它们要么打印在容易損壞的普通纸上，要么以数字格式存储，然后随着时间的推移而丢失。